# بتاحي
بتدعي

## بتدعي
هي إحدى القرى اللبنانية من قرى قضاء بعلبك في محافظة بعلبك الهرمل.